# Calle Císter
Calle del Císter es una vía del Centro Histórico de la ciudad de Málaga, España. Se trata de una importante calle del centro histórico, que discurre desde la plaza de la Aduana hasta la confluencia con las calles Santa María y San Agustín.
Su nombre se remonta al establecimiento de las monjas cistercienses en la Abadía de Santa Ana de Recoletas Bernardas del Císter en 1617; pero desocupado en 2009. Anteriormente era conocida como Calle del Alcázar ya que se dirigía hacia la Alcazaba. Su origen podría encontrarse en la Vía Decumana Máxima de la Malaca romana, aunque en la zona se ha documentado el santuario fenicio de Malaka.
Entre sus edificios destacan la Catedral, el Palacio de Zea-Salvatierra, la casa-taller de Pedro de Mena, donde se encuentra el Museo de Félix Revello de Toro, y la Abadía de Santa Ana.